# Bankapura
Bankapura è una suddivisione dell'India, classificata come town panchayat, di 20.264 abitanti, situata nel distretto di Haveri, nello stato federato del Karnataka. In base al numero di abitanti la città rientra nella classe III (da 20.000 a 49.999 persone).

## Geografia fisica
La città è situata a 14° 55' 0 N e 75° 16' 0 E e ha un'altitudine di 578 m s.l.m..

## Società

### Evoluzione demografica
Al censimento del 2001 la popolazione di Bankapura assommava a 20.264 persone, delle quali 10.667 maschi e 9.597 femmine. I bambini di età inferiore o uguale ai sei anni assommavano a 2.916, dei quali 1.504 maschi e 1.412 femmine. Infine, coloro che erano in grado di saper almeno leggere e scrivere erano 12.015, dei quali 6.923 maschi e 5.092 femmine.